# Eupterote orientalis
Eupterote orientalis är en fjärilsart som beskrevs av Fabricius. Eupterote orientalis ingår i släktet Eupterote och familjen Eupterotidae. Inga underarter finns listade i Catalogue of Life.